# Salomon Herz
Salomon Herz (* 15. Mai 1791 in Bernburg (Saale), Fürstentum Anhalt-Bernburg; † 16. Juli 1865 in Berlin, Preußen) war ein deutscher jüdischer Kaufmann und Begründer der ersten Ölhandelsgesellschaft Deutschlands.

## Leben
1823 gestattete die Stadtverwaltung von Bernburg dem Kaufmann Herz gegen Zahlung eines Schutzgeldes die Eröffnung von Handelsgeschäften, den Kauf eines Hauses und seine Verheiratung. Im selben Jahr wurde sein Sohn Wilhelm Herz geboren. Doch Herz zog schon 1823 aus Bernburg nach Berlin, wo er eine Getreidegroßhandlung eröffnete, seine Wohnung nahm er in der Neuen Friedrichstraße 21.
Er begann mit dem Getreide- und dem Rübenölhandel, wofür er noch im selben Jahr in Wittenberge an der Elbe eine Ölmühle bauen ließ und in Betrieb nahm. Nach einem Brand 1856 wurde die Ölmühle erweitert und vor allem technisch erneuert. 1865 übergab Salomon Herz die Ölmühle an seinen Sohn Wilhelm.
Das Unternehmen war das erste Ölhandelshaus Deutschlands. Es sorgte sowohl finanziell als auch durch seine Lobbyarbeit für die Fertigstellung des Wittenberger Elbehafens 1835, den Anschluss an die Eisenbahnlinien Berlin-Hamburg 1846 und den Bau der Anschlussstrecke nach Magdeburg 1851, natürlich in erster Linie, um den Vertrieb seiner Produkte zu verbessern.

## Ehrungen
1855 wurde Salomon Herz Mitglied des Ältestenkollegiums der Berliner Kaufmannschaft.
Die Stadt Köthen verlieh Salomon Herz im Jahr 1863 das Ehrenbürgerrecht. Er betrieb dort einen jährlichen Saatenmarkt, zum 50-jährigen Bestehen dieses Marktes spendete Herz 1.000 Taler, womit die Herzstiftung begründet wurde. Diese trug wesentlich zur Unterstützung der Armen in Köthen bei.
- Bereits 1898 erhielt die Werkstraße zum Gelände der Ölmühle den Namen Herzstraße, die jedoch kurze Zeit danach in Bad Wilsnacker Straße umbenannt wurde.
- Seit Mai 2007 trägt der neugestaltete Platz vor dem historischen Bahnhofsgebäude in Wittenberge den Namen Salomon-Herz-Platz.
- Seit 2009 wird in der Alten Ölmühle das nach ihm benannte HerzBräu-Bier in einer Gasthausbrauerei hergestellt.